# Reznos
Reznos è un comune spagnolo di 41 abitanti situato nella comunità autonoma di Castiglia e León.